# Janicella spinicauda
Janicella
Genre
Espèce
Synonymes
- Acanthephyra anomala Boone, 1927[1]
- Oplophorus spinicauda Milne-Edwards, 1883[1]
- Oplophorus foliaceus Rathbun, 1906[1]

Janicella spinicauda, unique représentant du genre Janicella, est une espèce de crevettes marines de la famille des Oplophoridae.

## Systématique
L'espèce Janicella spinicauda a été initialement décrite en 1883 par le zoologiste français Alphonse Milne-Edwards (1835-1900) sous le protonyme d’Oplophorus spinicauda.
Le genre Janicella a été créé en 1986 par le carcinologiste américain Fenner A. Chace, Jr. (d) (1908-2004).

## Habitat et répartition
Cette crevette est une espèce d'eau profonde (entre 199,8 mètres et 2 150 mètres). Elle se trouve dans l'océan Atlantique, en Polynésie, dans le bassin Indo-Pacifique et au large de la Nouvelle-Calédonie